# 陳善謙
陳善謙（發音：[ʈəŋ˨˩ tʰiəŋ˨˩˨ kʰim˧˧]；1925年12月15日—2021年6月24日），聖名保禄（Phaolô），越南共和國政治人物、將領及外交官，曾在臺灣擔任越南駐中華民國大使。陳善謙為大越國民黨黨員，1963年反吳廷琰政府的主要人物。

## 主要经历
陳善謙1925年12月15日出生於新安省週城郡（今隆安省週城縣）的一個在二十世紀初從海陽省移民來的大田主家庭中。
1947年7月12日陳善謙畢業於大叻遠東聯軍軍事學校後，曾前往同塔梅地区加入越盟，參加反對法國殖民統治的抗戰。1957年3月，陳擔任越南共和國空軍後勤處副處長，並於同年10月改任空軍代理總參謀長。1957年至1958年間，陳前往美國堪薩斯州萊文沃思堡的陸軍指揮參謀學院學習，回國後於1958年2月擔任第四野戰師師長（第七步兵師前身）。

### 1960年政變
1960年11月1日，陸軍中校王文東及空降師上校阮正詩發動政變，試圖推翻吳廷琰總統。他們在保衛了總統府後停止了攻擊，並決定通過談判達成分享權力的協議。吳廷琰假意承諾改革，以給忠誠於他的部隊時間前來解救他。叛軍未能封鎖通往首都的高速公路以阻止支持吳廷琰的援軍。
陳善謙從西貢南方的城鎮美湫的第二裝甲營帶來了坦克。在吳廷琰宣佈虛假的改革承諾時，陳善謙的部下們接近了總統府。一些叛軍成員隨着力量平衡的變化改變了立場。在一場造成約400人死亡的短暫而激烈的戰鬥後，政變被粉碎。1961年5月，陳善謙被任命爲第21步兵師師長，後晉升少將。1962年12月，調至越南共和國軍總參謀部任總參謀長。

### 1963年政變
陳善謙的一名手下范玉草在陳金宣的幫助下策劃政變陰謀。當中央情報局特工卢西恩·科奈恩指示陳善謙現在政變爲時過早，因此要停止政變時，范玉草的計劃遭到了擱置。范玉草實際上是一名共產黨的雙重間諜，他參與陰謀的原因通常被認爲是爲了盡可能在越南共和國軍方引起內訌。
陰謀的參與者們並不能完全信任對方，因爲吳廷琰以智勝政變策劃者的能力而聞名。政變當天早上，陳善謙走近第三軍軍長尊室訂將軍，他眼眶發紅，流着淚水，並要求他對他們的談話保密。在尊室訂同意后，陳善謙稱他想取消政變，他說：“訂，我想我們還有時間與老人（吳廷琰）交談。我不想傷害他。可憐可憐他！”尊室訂考慮了狀況，並表示自己要繼續推動陰謀。陳善謙隨後向陳文敦報告了這件事，並聲稱他將中藥油滴入自己的眼睛中以產生刺激，使之發紅，從而佯裝他對政變感到懊悔，以測試尊室訂是否對陰謀忠誠。
直到最後一刻，楊文明和陳文敦仍然對陳善謙和尊室訂的忠誠持謹慎態度，因爲這兩人都是天主教徒，是吳氏家族的最愛，他們是因爲對吳廷琰的忠誠而不是自己的能力而得到了獎勵。其他將軍仍然擔心尊室訂可能會改變立場，完成吳廷瑈的假政變的第二部分，而陳善謙對尊室訂的所謂測試只是爲了轉移其他人對他的懷疑。將軍們還擔心他們沒有足夠的力量來戰勝忠於吳廷琰的部隊。在政變中，范玉草指揮了一些坦克，包圍了嘉隆宮，並於11月2日3時30分協助發動了全面進攻。黎明時分，范玉草的部隊衝進了宮殿，但發現裏面空無一人。吳廷琰和吳廷瑈已經逃走了。一名被俘的吳廷琰效忠者揭露了吳氏兄弟的藏身之處，在陳善謙的命令下，范玉草前去追捕他們。陳善謙命令范玉草確保吳氏兄弟不受到傷害。范玉草帶領了一個車隊，到達了吳氏兄弟在堤岸的藏身地來逮捕他們。儘管兄弟倆被承諾安全地流放，但他們隨後就在前往軍事總部的途中被處決，顯然是奉楊文明將軍的命令。吳廷琰的侍從官杜書在早些時候曾敦促吳廷琰投降，稱他確信他的叔叔杜茂，還有陳善謙和尊室訂會保證他們的安全。杜書後來在日記中寫道：“我認為自己對他們的死亡負有責任。”

### 1964年反楊文明政變
1963年政變后，政變的關鍵人物在軍人革命委員會中擔任高級工作，陳善謙則從武裝部隊參謀長被降級爲包圍西貢的第三軍的軍長。他控制了越南共和國陸軍的第五步兵師和第七步兵師，分別駐紮在西貢北部的邊和和南部的美湫。陳善謙對此心懷不滿，所以輕易就被招募進另一場政變中了。
這場政變陰謀由杜茂將軍發起的，他曾擔任吳廷琰時期的軍事安全主管，對大多數高級軍官的背景及其優缺點有透徹的瞭解。軍人革命委員會害怕杜茂，並把他放在相對缺少權力的新聞部長一職位上。杜茂開始尋找其他被輕視的軍官們，包括陳善謙、阮慶和阮正詩，後者在吳廷琰死後結束流亡返回越南。
隨著政變陰謀開始成形，阮慶成爲了該組織的焦點。一些分析人士認爲，陳善謙在策劃政變的早期階段更爲突出。他在政變成功後，在實際的權力方面成爲阮慶的二把手。但作爲一名天主教徒，陳善謙“不敢自己發動政變，因爲他擔心佛教徒會對他作出強烈反應，並指責他試圖重建吳廷琰政權」。另一個被視爲是將阮慶推到政變集團前列的至關重要的因素是，美國軍方領導層認爲阮慶比陳善謙更有能力，而他們按照美國的利益開展工作的可能性是一樣的。阮慶得到了霍金斯的高度評價，霍金斯認爲阮慶是“所有軍團指揮官中最具有力量的”。根據中央情報局的評估，阮慶“一直在支持美國的計劃和建議”。
陳善謙、阮慶和杜茂定期保持祕密聯繫，爲他們的隊伍增加來自海軍陸戰師、空軍和特種部隊軍官們。他們計劃於1月30日4時發動政變。根據計劃，陳善謙的第三軍部隊將在西貢包圍沉睡中的軍政府成員的家，與此同時阮慶和一支傘兵部隊將佔領新山一空軍基地的軍事總部。
1月29日晚，陳善謙命令包括裝甲車和坦克還有第五步兵師和第七步兵師的一些單位的部隊，在西貢周圍就位。隨後，陳善謙就去睡覺了。阮慶前往參謀部後，發現那裏除了幾個警衛外空空如 也。當他給陳善謙打電話時，他發現自己的這位同謀者因爲忘記設置鬧鐘而睡過了頭。儘管如此，到天亮時分，阮慶已經一槍不發地接管了政權。楊文明、陳文敦和黎文金醒來後發現陳善謙的人已經保衛了他們的住處，認爲這是由心懷不滿的年輕軍官發動的不切實際的嘗試，而對這場陰謀一無所知。阮慶將他們軟禁了起來，後來指責他們的中立主義。在一起清晨廣播中，阮慶說他之所以發動政變，是因爲軍政府在打擊越共方面的失敗。政變後，陳善謙在軍政府中擔任國防部長和總參謀長。
1964年陳善謙任越南共和國駐美國大使，1965年12月21日在臺出任駐中華民國大使，後出使韓國。越南戰爭期間任南越國防部長兼三軍總司令，掛階四星上將，1969年9月1日－1975年4月4日任越南共和国总理。

### 流亡
1975年4月26日陳善謙與前總統阮文紹組織特使團於西貢淪陷前訪問臺灣。在臺灣陳善謙與阮文紹等人一起致祭了蔣介石陵寢。后於美國維吉尼亞州定居。
2021年6月24日，陳善謙在美國加利福尼亞州南部逝世，享耆壽95歲。

## 個人生活
陳善謙在軍隊中時有很多美國朋友稱呼他爲“天主教徒謙”（Catholic Khiêm），也有一些來源說他是天主教徒，與吳廷琰的兄長吳廷俶主教有聯繫，而且他的教父是吳廷琰。不過根據陳善謙自述，他在當時並未受過洗禮，只是因爲他認爲自己也和一個有宗教信仰的人一樣，所以沒有糾正別人給他起的綽號。
2018年3月25日基督苦难主日，米尔皮塔斯（圣何塞）圣依撒伯尔堂区主任司铎猶斯定·黎忠將神父为陳善謙施洗。

## 家庭
- 妻子：丁垂燕（Đinh Thùy Yến）[37]
- 大哥：陳善起（Trần Thiện Khởi）[38][39]
- 弟弟：陳善方（Trần Thiện Phương）[38]、陳善元（Trần Thiện Ngươn）[40][41]
- 連襟：杜建遶[38][42]

## 榮譽
- 中華民國特種大綬景星勳章[43]
- 保國勳章（多枚，一等至四等）[4][5]
- 銀星英勇佩星（4枚）[5]
- 柳枝英勇佩星（7枚）[5]
- 戰役佩星（1949，1954，1960）[5]
- 一等參謀佩星[5]
- 一等陸軍軍種佩星[5]
- 一等空軍軍種佩星[44]
- 銀翼飛勇佩星[5]
- 一等名譽佩星[45]
- 二等軍風佩星[45]
- 二等軍務佩星[45]
- 一等彰美佩星[45]
- 一等民務佩星[45]
- 優勇佩星[45]

### 引用
1. 1 2  . 参考消息. 1964-09-04  [2022-07-06]. （原始内容存档于2022-07-06） （中文（中国大陆））.
2. ↑  . 國家文化記憶庫. 1970-08-11  [2022-07-06] （中文（臺灣））.
3. 1 2 3  Trần Hiếu. . www.vietcatholic.net. 2019-12-03  [2022-07-06]. （原始内容存档于2021-02-11） （越南语）.
4. 1 2  Trần Ngọc Thống; Hồ Đắc Huân; Lê Đình Thụy. . Hương Quê. 2011. ISBN 978-0985218201.
5. 1 2 3 4 5 6 7 8 9 10 11 12  越南新聞社 1974，第373頁.
6. ↑  陈文茶 1984，第14頁.
7. ↑  Ngô Nhân Dụng. . VOA. 2021-06-26  [2022-07-06]. （原始内容存档于2021-08-02） （越南语）.
8. ↑  Jacobs 2006，第115-118頁.
9. ↑  Moyar 2006，第110頁.
10. 1 2  Jacobs 2006，第118頁.
11. ↑  Moyar 2006，第113頁.
12. ↑  Langguth 2000，第108-109頁.
13. ↑  Hammer 1987，第133頁.
14. ↑  Shaplen 1966，第197-198頁.
15. ↑  Karnow 1997，第300頁.
16. ↑  Hammer 1987，第264頁.
17. ↑  Karnow 1997，第317頁.
18. 1 2 3  Moyar 2006，第266頁.
19. ↑  Hammer 1987，第292頁.
20. ↑  Shaplen 1966，第209-210頁.
21. ↑  Jacobs 2006，第180頁.
22. ↑  Hammer 1987，第294頁.
23. 1 2 3  Shaplen 1966，第231頁.
24. ↑  Shaplen 1966，第230頁.
25. 1 2  Shaplen 1966，第231-232頁.
26. ↑  Kahin 1986，第196頁.
27. 1 2 3 4  Karnow 1997，第352頁.
28. ↑  Shaplen 1966，第233頁.
29. ↑  Langguth 2000，第278頁.
30. ↑  . 中華民國外交部禮賓司. 1968-01.
31. ↑  . 工商日報. 1975-04-27  [2022-07-06]. OCLC 633493711. （原始内容存档于2022-07-06）.
32. ↑  . 華僑日報. 1975-05-03  [2022-07-06]. （原始内容存档于2022-07-06）.
33. ↑  . vietbao.com. 2021-06-24  [2022-07-06]. （原始内容存档于2021-06-29）.
34. ↑  Kahin 1986，第125頁.
35. ↑  Justin Lê Trung Tướng. . vietcatholic.com. 2021-07-27  [2022-07-06]. （原始内容存档于2022-07-06）.
36. ↑  . www.xinde.org. 2018-04-05  [2022-07-06]. （原始内容存档于2022-06-02）.
37. ↑  BÙI XUÂN ĐÁNG. . www.vuonhoalan.net. 2005  [2022-07-23]. （原始内容存档于2022-07-23） （越南语）.
38. 1 2 3  Porter, D. Gareth.  (PDF). vva.vietnam.ttu.edu. 1971  [2022-07-06]. （原始内容 (PDF)存档于2022-07-06）.
39. ↑  Song Minh. . cand.com.vn. 2011-06-06  [2022-07-06]. （原始内容存档于2022-07-06）.
40. ↑  . nguyentin.tripod.com.   [2022-07-06]. （原始内容存档于2020-01-13）.
41. ↑  Phạm Bá Hoa. .   [2022-07-06]. （原始内容存档于2022-07-06） （越南语）.
42. ↑  . 2013-08-13  [2022-07-06]. （原始内容存档于2021-03-22）.
43. ↑  蔣中正; 嚴家淦; 魏道明. . 總統府公報. 1970-08-11, (第2191號): 1 （中文（臺灣））.
44. ↑  越南新聞社] 1974，第373頁.
45. 1 2 3 4 5 6  越南新聞社 1974，第374頁.

### 來源
- 越南新聞社.  (PDF). 西貢: 越南新聞社. 1974: 373–374. （原始内容 (PDF)存档于2022-06-30）.
- Halberstam, David; Singal, Daniel J. . 馬里蘭州拉納姆: 萊曼和賴特菲爾德出版社. 2008. ISBN 978-0-7425-6007-9.
- Hammer, Ellen J. . 紐約: E. P. Dutton. 1987. ISBN 0-525-24210-4.
- Jacobs, Seth. . 馬里蘭州拉納姆: Rowman & Littlefield. 2006. ISBN 0-7425-4447-8.
- Jones, Howard. . 紐約: Oxford University Press. 2003. ISBN 0-19-505286-2.
- Kahin, George McT. . 紐約: Knopf. 1986. ISBN 0-394-54367-X.
- Karnow, Stanley. . 紐約市: Penguin Books. 1997. ISBN 0-670-84218-4.
- Langguth, A. J. . 紐約: 西蒙與舒斯特. 2000. ISBN 0-684-81202-9.
- Logevall, Fredrik. . Roberts, Priscilla  (编). . 斯坦福 (加利福尼亚州): Stanford University Press. 2006. ISBN 0-8047-5502-7.
- McAllister, James. . Modern Asian Studies (紐約: Cambridge University Press). 2008, 42 (4): 751–782  [2022-07-06]. S2CID 145595067. doi:10.1017/s0026749x07002855. （原始内容存档于2017-08-26）.
- Moyar, Mark. . Modern Asian Studies (紐約: Cambridge University Press). 2004, 38 (4): 749–784. doi:10.1017/S0026749X04001295.
- Moyar, Mark. . 紐約: Cambridge University Press. 2006. ISBN 0-521-86911-0.
- Shaplen, Robert. . 倫敦: André Deutsch. 1966.
- Trương Như Tảng. . 倫敦: Cape. 1986. ISBN 0-224-02819-7.
- Tucker, Spencer C. . 圣巴巴拉 (加利福尼亚州): ABC-CLIO. 2000. ISBN 1-57607-040-9.
- VanDeMark, Brian. . 紐約: Oxford University Press. 1995. ISBN 0-19-509650-9.
- Willbanks, James H. . 勞倫斯 (堪薩斯州): University of Kansas Press. 2004. ISBN 0-7006-1331-5.
- 陈文茶.  (PDF). 由严谊翻译. 世界知识出版社. 1984 [1982]  [2022-07-06]. （原始内容 (PDF)存档于2022-06-21）.

| 官衔          | 官衔                                      | 官衔          |
| ------------- | ----------------------------------------- | ------------- |
| 前任： 陈文香 | 越南共和国总理 1969年9月1日－1975年4月4日 | 繼任： 阮伯瑾 |

| 外交職務      | 外交職務                                            | 外交職務              |
| ------------- | --------------------------------------------------- | --------------------- |
| 前任： 范春沼 | 第2任越南共和國駐中華民國大使 1965年12月－1968年8月 | 繼任： 阮文矯（代理） |
| 前任： 陳文章 | 第2任越南共和國駐美國大使 1964年11月－1965年12月    | 繼任： 武文泰         |